# The Running Grave
The Running Grave est un roman policier de J. K. Rowling, publié en septembre 2023 sous le pseudonyme de « Robert Galbraith ». C'est le septième roman de la série Les Enquêtes de Cormoran Strike.

## Principaux personnages
- La victime
  - Will Edensor

- Enquêteurs et policiers
  - Cormoran Strike : détective privé, handicapé.
  - Robin Ellacott : associée de Cormoran Strike.
  - Eric Wardle : policier à Scotland Yard.

- Les suspects
  - Mazu

- Entourage de Cormoran et de Robin
  - Lucy : demi-sœur de Cormoran.
  - Nick et Ilsa : amis de longue date de Cormoran Strike. Nick est gastro-entérologue et Ilsa est avocate.
  - Charlotte Campbell Ross : ancienne compagne de Cormoran.
  - Ryan Murphy : officier de police avec qui Robin entretient une relation sentimentale.
  - Pat Chauncey.

- Autres personnages
  - Colin Edensor : haut-fonctionnaire à la retraite.
  - Sam Barclay.
  - Michelle « Midge » Greenstreet : ancien policier de Manchester.
  - Dev Shah
  - Shanker : pseudonyme d'un personnage asocial aux activités louches ; ami de Cormoran Strike, il lui communique des informations (« tuyaux ») issues de la petite délinquance.

## Résumé
Sir Colin Edensor, haut-fonctionnaire à la retraite, contacte Cormoran Strike et Robin Ellacott. Il leur explique que Will, son fils autiste, a été pris dans les tenailles psychologiques de la secte Universal Humanitarian Church. Depuis qu'il est dans cette secte, Will a cessé tout contact avec sa famille ; il n'est même pas venu aux obsèques de sa mère. Il vivrait actuellement dans une ferme dans le Norfolk
Cormoran découvre que la secte est l'héritière lointaine d'une secte active dans les années 1960 à 1980, la Communauté Aylmerton, là où dans leur enfance, Cormoran et sa demi-sœur Lucy avaient séjourné quelques mois au hasard des pérégrinations de leur mère. La communauté avait été dissoute ultérieurement lorsque ses dirigeants avaient été arrêtés et condamnés pour viols sur mineurs. C'est alors que Lucy lui révèle les viols qu'elle avait alors subis sous l'œil complice de Mazu, laquelle fait aujourd'hui partie de la direction de la secte.
(…)

## Autour du roman
Dans son roman Blanc mortel, le 4e roman de la série des Cormoran Strike publié en 2018, l'autrice avait incidemment indiqué :
« Strike se remémora certaines scènes cauchemardesques auxquelles Lucy et lui-même avaient assisté étant petits : (…) l'adolescent qui se faisait martyriser par les membres d'une communauté quasi mystique à Norfolk (le pire lieu où Leda les ait emmenés, selon lui). (…) »